# 阿基勒·姆贝姆贝

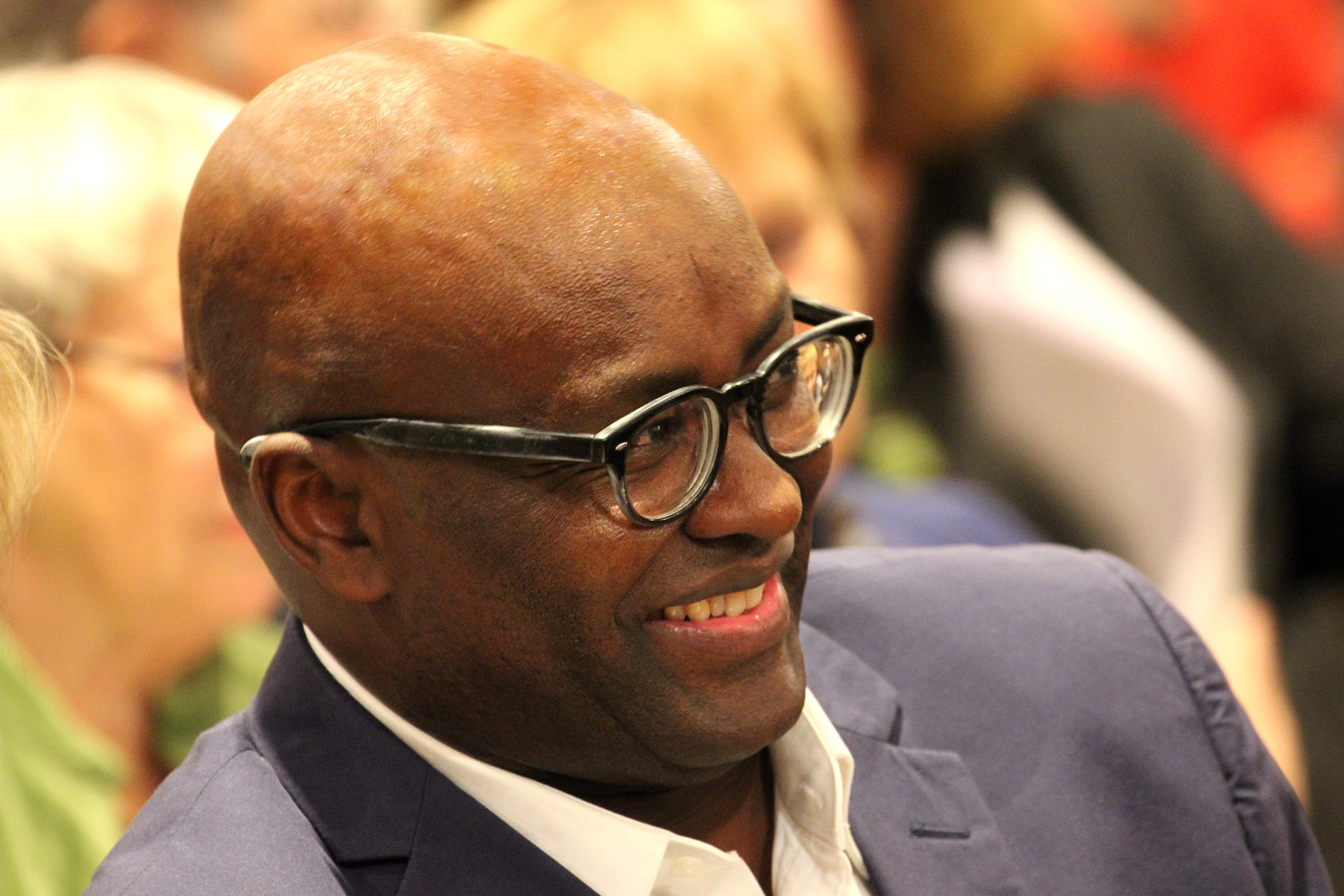
'阿基勒·姆贝姆贝

阿基勒·姆贝姆贝（1957年—）是喀麦隆历史学家和政治理论家，金山大學社会与经济研究所历史与政治学教授。1989年，姆贝姆贝在法国巴黎大学获得历史学博士学位。   2024年獲得郝爾拜獎。